# 31701 Ragula
31701 Ragula è un asteroide della fascia principale. Scoperto nel 1999, presenta un'orbita caratterizzata da un semiasse maggiore pari a 2,7261247 UA e da un'eccentricità di 0,0201408, inclinata di 2,64447° rispetto all'eclittica.